# Hemibystra anura
Hemibystra anura är en stekelart som beskrevs av Heinrich 1968. Hemibystra anura ingår i släktet Hemibystra och familjen brokparasitsteklar. Inga underarter finns listade i Catalogue of Life.